# Sylvain Berrios
Pour les articles homonymes, voir Berrios.
Sylvain Berrios, né le 6 mai 1968 à Maisons-Alfort (Val-de-Marne), est un homme politique français. Membre de l'UMP puis des Républicains, il est député du Val-de-Marne de 2012 à 2017 et maire de Saint-Maur-des-Fossés depuis 2014. Il est réélu député en 2024.

## Biographie
Après avoir été responsable commercial à la division des produits publics du groupe L'Oréal (juin 1990-septembre 1994) puis consultant en communication chez ATACAMA/SCB Conseil (septembre 1994-juin 2002), il devient chef de cabinet du secrétaire d'État à la Réforme de l'État Henri Plagnol de 2002 à 2004. 
Il s'y implique notamment dans l'élaboration et le déploiement du plan « ADELE » pour le développement de l'administration électronique, dans les lois de simplification permettant au gouvernement de légiférer par ordonnances dans ce domaine, dans la mise en place des stratégies ministérielles de réforme (SMR) ou encore la création des trophées de la qualité du service public.
Il a par ailleurs conduit l'expérimentation d'« Allô service public 3939 » en région Rhône-Alpes, avant d'assurer son déploiement national en qualité de chargé de mission au sein des services du Premier ministre de 2004 à 2006.
Il est également conseiller général du canton de Saint-Maur-La Varenne, adjoint au maire délégué à l’urbanisme et au cadre de vie à Saint-Maur-des-Fossés.
Il soutient la candidature de Jean-François Copé pour le Congrès de l'UMP du 18 novembre 2012.
Il est élu député de la 1re circonscription du Val-de-Marne lors de l'élection législative partielle, en tant qu'UMP dissident, contre le sortant centriste Henri Plagnol, soutenu par l'UMP, (et dont il était jusque récemment l'adjoint), qui s'est tenue les 9 et 16 décembre 2012. Sa suppléante est Laurence Bouchet-Coulon. Il est membre du groupe UMP.
Sylvain Berrios est également chef de la mission de la communication de la Direction générale de la modernisation de l'État, au ministère du Budget, des Comptes publics, de la Fonction publique et de la Réforme de l'État.
Il démissionne de son poste de conseiller général en janvier 2013 et est remplacé par Muriel Devaux.
Il succède à Henri Plagnol en tant que maire de Saint-Maur-des-Fossés à la suite du deuxième tour des élections municipales de 2014. Il porte plainte contre Henri Plagnol en avril 2013 pour détournements de fonds publics.
Il soutient la candidature de Bruno Le Maire pour le congrès de l'UMP du 29 novembre 2014.
Il est élu le 21 janvier 2016 vice-président chargé de la GEMAPI de la métropole du Grand Paris.
Le 14 avril 2016, au cours d'un conseil municipal, Roméo de Amorim ancien adjoint de Sylvain Berrios, accuse ce dernier d'irrégularités dans les marchés publics de la ville ainsi que de pressions pour faire signer en blanc les procès-verbaux de la commission d'appel d'offre de la ville. Sylvain Berrios reconnaîtra publiquement les signatures en blanc dès le lendemain du Conseil municipal dans une note interne publiée dans la presse. 
En juin 2016, il demande officiellement aux Républicains l'investiture pour les élections législatives de juin 2017. Le parti investit finalement André Kaspi.
Il soutient Nicolas Sarkozy pour la primaire présidentielle des Républicains de 2016, s'éloignant de Bruno Le Maire et Jean-François Copé dont il était proche. Dans le cadre de sa campagne, il est nommé avec plusieurs personnalités conseiller politique. 
Il échoue à se faire élire sénateur lors des sénatoriales de septembre 2023 mais est élu député de la 1re circonscription du Val-de-Marne en juillet 2024. 

### Affaires judiciaires
Selon un article du site Off-Investigation, en 2024, la justice a ouvert une enquête sur d'éventuels conflits d'intérêts concernant entre autres la SCI ABBARA, entreprise propriétaire et constructrice d’immeubles et assurant aussi la location de terrains et de biens immobiliers, qu'il codétient, à hauteur de 50 %, avec Hughes Anselin.
Selon un article du Parisien du 26 novembre 2024 une enquête préliminaire a été ouverte par le parquet de Créteil à la suite d'une plainte de l'association AC! Anticorruption déposée contre Sylvain Berrios en mars 2024, Sylvain Berrios réfute toutes les accusations de l’association AC.